# Клептокрация
Клептокрацията (от гръцки: κλεπτοκρατία – „управление на крадците“) е форма на управление, в което държавните решения са мотивирани главно от непосредствените материални интереси на тесен кръг от хора, които са на власт. Политическите дейци на тази върхушка се наричат клептократи. Обикновено такова управление включва присвояване на средства за сметка на народа.
За клептокрацията са характерни корупция, лобизъм, пране на пари и пренебрегване на дългосрочни цели.

## Характерни черти
Клептокрацията обикновено се свързва с диктатури, олигархии, военни хунти и други форми на автократични и непотистки правителства, при които външният надзор е невъзможен и не съществува. Тази липса на надзор може да се причини или изостри от способността на клептократичните служители да контролират както запаса на публичните средства, така и начините за изплащането на тези средства.
Клептократичните управници често приемат хазната на страната си за източник на лично богатство, изразходвайки средства за луксозни стоки. Много от клептократичните държавни глави тайно прехвърлят публични средства към скрити лични банкови сметки в други държави, за да си осигурят охолен живот, в случай че бъдат премахнати от власт.
Клептокрацията е най-често срещана в развиващите се страни и в разпадащите се нации, чиито икономики зависят от търговията на природни ресурси. Зависимостта на развиващите се страни от приходите от износ представляват вид икономическа рента, което прави по-лесно източването им, без да се наблюдава спад на приходите. Това води до натрупване на богатства у елита на обществото. При разпадащите се страни разчитането на внос от други държави често е следствие от изчерпването на природните ресурси на страната, което ги принуждава да влизат в договори с търговски партньори. Това води до клептокрация, тъй като елитът сключва сделки с чуждестранни конкуренти, за да се запази статуквото възможно най-дълго.
Частен случай на клептокрацията е т.нар. икономически грабеж, при който цялата икономика на страната се основава на грабежи, плячкосване и завоюване на нови територии. Такива държави или се намират в постоянна война със съседите си, или просто източват покорените си територии докрай.